# Ruederkarspitze
Der Ruederkarspitze ist ein 2240 m ü. A. hoher Berg im Karwendel in Tirol.
Die Ruederkarspitze befindet sich im mittleren Teil der Gamsjochgruppe und ist von deren höchstem Gipfel, dem Gamsjoch, durch eine Einschartung in einem ausgeprägten Grat getrennt. Der Roßkopfsattel trennt die Ruederkarspitze vom nächsten Gipfel in der Gruppe, der Roßkopfspitze. Der Gipfel der Ruederkarspitze ist nur als schwierige weglose Bergtour erreichbar.